# Deutsch-Litauischer-Nichtangriffspakt
Der Deutsch-Litauische-Nichtangriffspakt war ein völkerrechtliches Abkommen zwischen dem Deutschen Reich unter Adolf Hitler und Litauen. 
Der Nichtangriffspakt mit Litauen wurde im März 1939 verabschiedet, nachdem das Memelland nach einem deutschen Ultimatum kampflos an das Reich übergeben worden war.
Die Unterzeichnung fand in Berlin am 7. Juni 1939 statt. Am 24. Juli 1939 wurde der Vertrag, der auf zehn Jahre angelegt war, in Berlin ratifiziert. In der League of Nations Treaty Series wurde der Vertrag am 24. August 1939 hinterlegt. 
Aus deutscher Sicht sollte der Vertrag wachsenden Einfluss der Sowjetunion und der Westmächte Frankreich und Großbritannien auf das Baltikum verhindern. Deutschland wollte eine Einkreisung verhindern. Die Sowjetunion forderte die Westmächte Frankreich und Großbritannien zu einer Garantieerklärung für das Baltikum auf.
Das Deutsche Reich bot Estland, Finnland, Dänemark, Norwegen und Schweden am 28. April 1939 die Unterzeichnung von Nichtangriffspakten an. Finnland, Norwegen und Schweden lehnten das Angebot ab.